# Aire urbaine de Fécamp
L'aire urbaine de Fécamp est une aire urbaine française centrée sur l'unité urbaine de Fécamp. Composée de 13 communes, elle comptait 27 529 habitants en 2013.

## Caractéristiques en 1999
D'après la définition qu'en donne l'INSEE, l'aire urbaine de Fécamp est composée de 17 communes, situées dans la Seine-Maritime. Ses 31 013 habitants font d'elle la 196e aire urbaine de France.
2 communes de l'aire urbaine sont des pôles urbains.
Le tableau suivant détaille la répartition de l'aire urbaine sur le département (les pourcentages s'entendent en proportion du département) :
| Département    | Communes | Communes (%) | Superficie (km²) | Superficie (%) | Population (1999) | Population (%) |
| -------------- | -------- | ------------ | ---------------- | -------------- | ----------------- | -------------- |
| Seine-Maritime | 17       | 2,3          | 107,36           | 1,7            | 31 013            | 2,5            |